# Have a Nice Day (album av Bon Jovi)
Have a Nice Day är det nionde studioalbumet av det amerikanska rockbandet Bon Jovi, utgivet den 20 september 2005 på Island Records. Albumet producerades tillsammans med John Shanks.
Singlarna från albumet var "Have a Nice Day", "Welcome to Wherever You Are" och "Who Says You Can't Go Home" – den senare låten finns i en duettversion med countrysångerskan Jennifer Nettles. "Who Says You Can't Go Home" vann flera priser, bland annat för bästa countrylåt, vilket gjorde Bon Jovi till det första rockbandet som vunnit ett countrypris. Det, tillsammans med en annan countryliknande sång från skivan ("Welcome to Wherever You Are") ledde senare till den nyaste skivan, Lost Highway.
I Tyskland, Japan, Kanada, Australien, Mexiko, Nederländerna, Schweiz, Österrike, Peru, Cypern och Korea låg albumet på plats nummer ett i över en vecka. I Sverige låg albumet på tredjeplats på topplistan i en vecka. Albumet såldes i 5 miljoner exemplar över hela världen. Efter skivsläppet åkte bandet på en världsturné, från november 2005 till juli 2006. Man spelade 89 konserter i Europa, Amerika och Japan.

## Låtlista
1. Have a Nice Day - (J. Bon Jovi/R. Sambora/J. Shanks)
2. I Want To Be Loved - (J. Bon Jovi/R. Sambora/Shanks)
3. Welcome To Wherever You Are - (Bon Jovi/Sambora/Shanks)
4. Who Says You Can't Go Home - (Bon Jovi/Sambora)
5. Last Man Standing - (Bon Jovi/B. Falcon)
6. Bells Of Freedom - (Bon Jovi/Sambora/D. Child)
7. Wildflower - (Bon Jovi)
8. Last Cigarette - (Bon Jovi/David Bryan)
9. I Am - (Bon Jovi/Sambora/Shanks)
10. Complicated - (Bon Jovi/Falcon/Max Martin)
11. Novocaine - (Bon Jovi)
12. Story Of My Life - (Bon Jovi/Falcon)
13. Dirty Little Secret - (Bon Jovi/Sambora/Shanks/Child) (bonuslåt, tillgänglig i Japan, Storbritannien, Australien och Asien)
14. Unbreakable - (Bon Jovi/Bryan) (bonuslåt, tillgänglig i Japan, Storbritannien, Australien och Asien)
15. These Open Arms - (Bon Jovi/Child) (bonuslåt, tillgänglig i Japan)

## Medverkande
Bon Jovi
- Jon Bon Jovi - Sång, Gitarr, Bakgrundssång
- Richie Sambora - Gitarr, Talk Box, Bakgrundssång
- David Bryan - Keyboard, Bakgrundssång
- Tico Torres - Trummor, Slagverk

Inhyrda musiker
- Huey McDonald - Bas